# Bundesstraße 267
Die Bundesstraße 267 (Abkürzung: B 267) führt durch das Ahrtal von Altenahr über Dernau nach Bad Neuenahr-Ahrweiler.

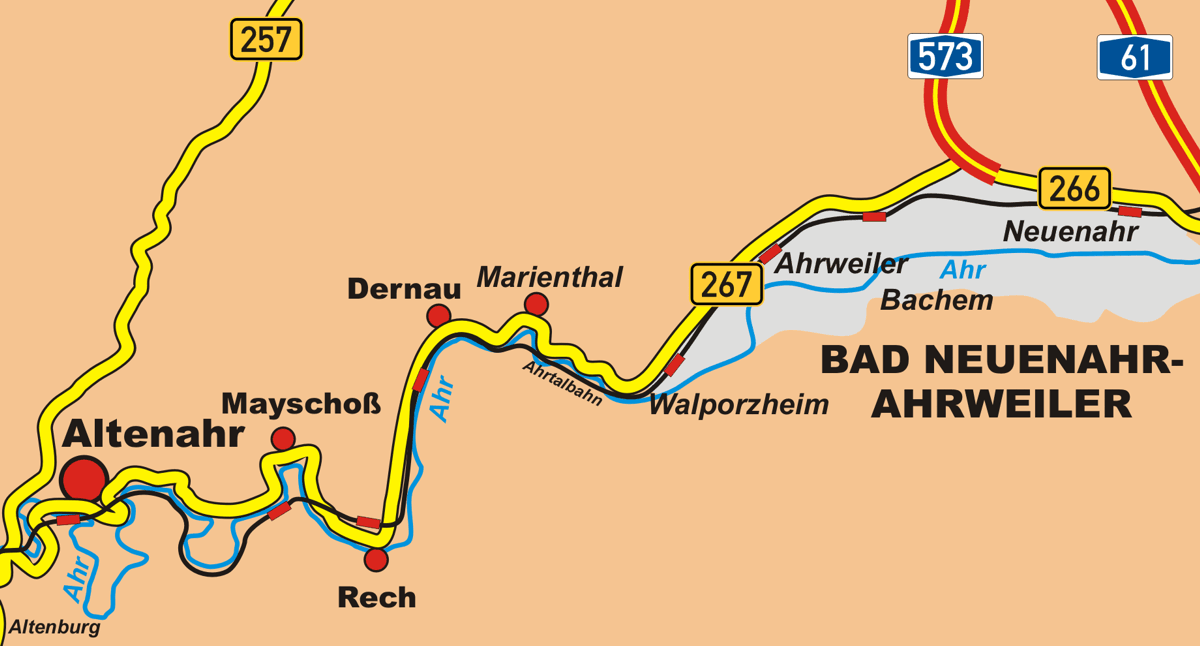
Verlauf der B 267

Die landschaftlich reizvolle Strecke entlang der Ahr, die auf der gesamten Strecke als Ahr-Rotweinstraße verläuft, wird begleitet von der Ahrtalbahn. Beim Dernauer Ortsteil Marienthal liegt der ehemalige Regierungsbunker („Dienststelle Marienthal“), der den Verfassungsorganen aus Bonn als Ausweichsitz für „Krise und Krieg“ dienen sollte. Im Stadtteil Bad Neuenahr endet die B 267 und mündet in die B 266 und A 573.
Vom Hochwasser der Ahr am 14./15. Juli 2021 wurde die Straße vielerorts schwer in Mitleidenschaft gezogen und an mehreren Stellen sogar vollständig unterbrochen, so etwa an der Bunten Kuh bei Walporzheim sowie zwischen Altenahr und Reimerzhoven. Der Wiederaufbau wurde im September 2022 abgeschlossen.